# Derocheilocaris tehiyae
Derocheilocaris tehiyae är en kräftdjursart som beskrevs av Masry och Por 1970. Derocheilocaris tehiyae ingår i släktet Derocheilocaris och familjen Derocheilocarididae. Inga underarter finns listade i Catalogue of Life.